# Madeleine Johnson
Madeleine Johnson est une ethnobotaniste, chercheure et écrivaine camerounaise.

## Biographie

### Débuts
Madeleine Johnson est la présidente fondatrice de l'association Hisendji qui milite pour la valorisation du patrimoine banen au Cameroun. Universitaire, chercheuse associée à l'Université de Hambourg et dans les Laboratoires TBC Paris en microbiologie, en botanique, ses premiers travaux portent sur les plantes médicinales de la région Banen au Cameroun. L'ambition de l'association Hisendji est de valoriser le patrimoine culturel et naturel de cette région du Cameroun.

### Carrière
Depuis 2003, Madeleine Johnson œuvre pour préserver les savoirs transmis de génération en génération et promouvoir le patrimoine culturel de la communauté Banen.
En avril 2018, le centre Albert Camus à Montpellier, en France, sert de cadre à une Conférence-débat. Et en 2019 Madeleine Johnson crée le premier festival du peuple Banen, connu sous le nom de FestiBanen Ɛngánda, qui se tient chaque année en février dans les chefs-lieux des arrondissements du pays Banen, à savoir Ndikiniméki, Yingui et Nitoukou.
Elle lance également en 2021, toujours à Montpellier où elle réside, la “Semaine Culturelle des Afriques”.
En 2024, à l'institut français du Cameroun antenne de Douala, elle dédicace son troisième ouvrage.

## Œuvres
- 2013 : Diversität und Nutzung de Flora bei den Banen in Kamerun
- 2016 : Plantes et Rites sacrificiels chez les Banen du Cameroun
- 2024 : Devoir de mémoire. Sauvegarder le patrimoine immatériel du peuple Banen

## Distinctions
- 2021 : Un titre honorifique, les garants des us et traditions du peuple Banen l’ont élevée au rang de Reine Banen.